# Pont de la Pobla del Bellestar
El pont de la Pobla del Bellestar és una infraestructura construïda sobre el riu de les Truites al seu pas pel llogaret de la Pobla del Bellestar (Vilafranca, els Ports, País Valencià).
Es tracta d'un pont històric, d'època medieval i estil gòtic, que manté quasi intacta la seua estructura primitiva sòbria i estilitzada. Es caracteritza per tindre un únic ull amb arc apuntat.
Donat que el pont travessa el riu o rambla de les Truites, frontera entre el País Valencià i Aragó, històricament ha estat considerat un punt estratègic per a les rutes comercials. Nogensmenys, a l'entrada al llogaret de la Pobla es troba la Torre fortificada que va allotjar la duana. Segons les cròniques del Rei, aquest pont va ser per on Jaume I va venir des de terres aragoneses cap a la conquesta del Regne de València.